# Rejon birżański
Rejon birżański (lit. Biržų rajono savivaldybė) – rejon w północnej Litwie, w okręgu poniewieskim; siedzibą rejonu są Birże. W rejonie znajduje się m.in. wieś Čypėnai.